# Jayanegara
Jayanegara o Jayanagara (nombre oficial Sri Maharaja Wiralandagopala Sri Sundarapandya Dewa Adhiswara, o Sri Sundarapandyadevadhisvara Vikramottungadeva, también conocido como Kala Gemet), príncipe de Kediri en 1295, y rey de 1309 a 1328, fue un soberano javanés y segundo monarca del imperio Majapahit.: 201, 233  Jayanegara era el príncipe heredero, hijo de Raden Wijaya, fundador de Majapahit. La historia de su vida fue escrita en varios registros, incluyendo el Pararaton y el Nagarakretagama. Su reinado vio el principio del ascenso de Gajah Mada como figura importante en el imperio.

## Primeros años
Raden Wijaya tomó a las cuatro hijas de Kertanegara en matrimonio. Las hermanas eran Tribhuwaneswari la mayor y reina principal, Prajnaparamitha, Narendra Duhita, y Gayatri Rajapatni la más joven. Las razones de Raden Wijaya para esta poligamia con hermanas era asegurar su reclamación de legitimidad, también para impedir la competencia de Kertanegara al legado Singhasari. Raden Wijaya también tomó como consorte a Indreswari (también conocida como Dara Petak), una princesa del reino malayo de Dharmasraya que había sido traída a la corte Majapahit desde Sumatra a través de la expedición Pamalayu de Kertanegara. Raden Wijaya o príncipe Nararya Sangramawijaya ascendió al trono como primer rey de Majapahit con el nombre Kertarajasa Jayawardhana.
Jayanegara es un nombre en sánscrito que deriva de las antiguas palabras javanesas: jaya ("magnífico") y nagara ("ciudad" o "nación"), lo que significa "nación magnífica". Sin duda, el príncipe Jayanegara era un hijo legítimo de Raden Wijaya. Sin embargo, hay varias versiones respecto a su madre. Algunos historiadores le consideran hijo de la reina Tribhuwaneswari (no debe ser confundida con Tribhuwana Wijayatunggadewi, media hermana de Jayanegara e hija de Gayatri Rajapatni), lo que lo convertía en príncipe de la corona. Aun así, según el Pararaton, Jayanegara era hijo de Wijaya con la princesa Dara Petak, del reino Dharmasraya de Sumatra. Mientras la reina Tribhuwaneswari y la mayoría de sus hermanas no concibieron hijos, sólo Gayatri Rajapatni tuvo dos hijas; Tribhuwana Wijayatunggadewi y Rajadewi. Para reconciliar estos hechos, algunos historiadores sugirieron que Jayanegara era el hijo de Dara Petak adoptado por la reina sin hijos Tribhuwaneswari y criado como propio.

## Reinado
El reinado de Jayanegara fue difícil y caótico, como lo había sido el de su padre, marcado por varias rebeliones de antiguos compañeros de armas. Entre otros la de Gajah Biru en 1314 y la rebelión de Kuti en 1319. Esta fue la rebelión más peligrosa y significativa, porque Kuti llegó a tomar el control del palacio y la ciudad capital. Con la ayuda de Gajah Mada y su guardia de palacio, Jayanegara huyó de la capital y sin incidentes se escondió en el pueblo de Badander.: 233  Mientras el rey quedaba escondido, Gajah Mada regresó a la ciudad capital para conocer la situación. Después de enterarse de que la rebelión de Kuti no era apoyada por el pueblo ni por los nobles de la corte Majapahit, Gajah Mada dirigió las fuerzas de resistencia para aplastar la rebelión.
Finalmente, las fuerzas de Kuti fueron aplastadas y Jayanegara regresó al trono sin incidentes. Por su lealtad y servicio excelente, Gajah Mada fue ascendido a un cargo superior y empezó su carrera en la política real.
Según la tradición, a pesar de ser sorprendentemente apuesto, Jayanegara era notable por su inmoralidad y mal comportamiento. Era conocido por sus actos impopulares como desear a las mujeres e hijas de sus subordinados. Por ello, fue apodado Kala Gemet, o "villano débil".
Uno de sus actos desagradables fue su deseo de tomar como esposas a sus propias medio hermanas, Tribhuwana Wijayatunggadewi y Rajadewi. Puso a sus medio hermanas en custodia en un palacio fortificado y las dejó solteras más allá de la edad adecuada para el matrimonio según la tradición javanesa. Sin embargo, su acto probablemente pudo estar motivado para asegurar su posición y legitimidad, impidiendo la intromisión de posibles pretendientes de las princesas.
Su impopularidad en la literatura y tradición javanesas estuvo alimentada por su origen como hijo de una princesa malaya de Sumatra, lo que le hacía ser visto como extranjero, no un auténtico javanés. Tampoco era hijo de ninguna de las hijas de Kertanegara, debilitando su legitimidad al legado dinástico Rajasa. 
Envió embajadas a China de 1325 a 1328.: 234 

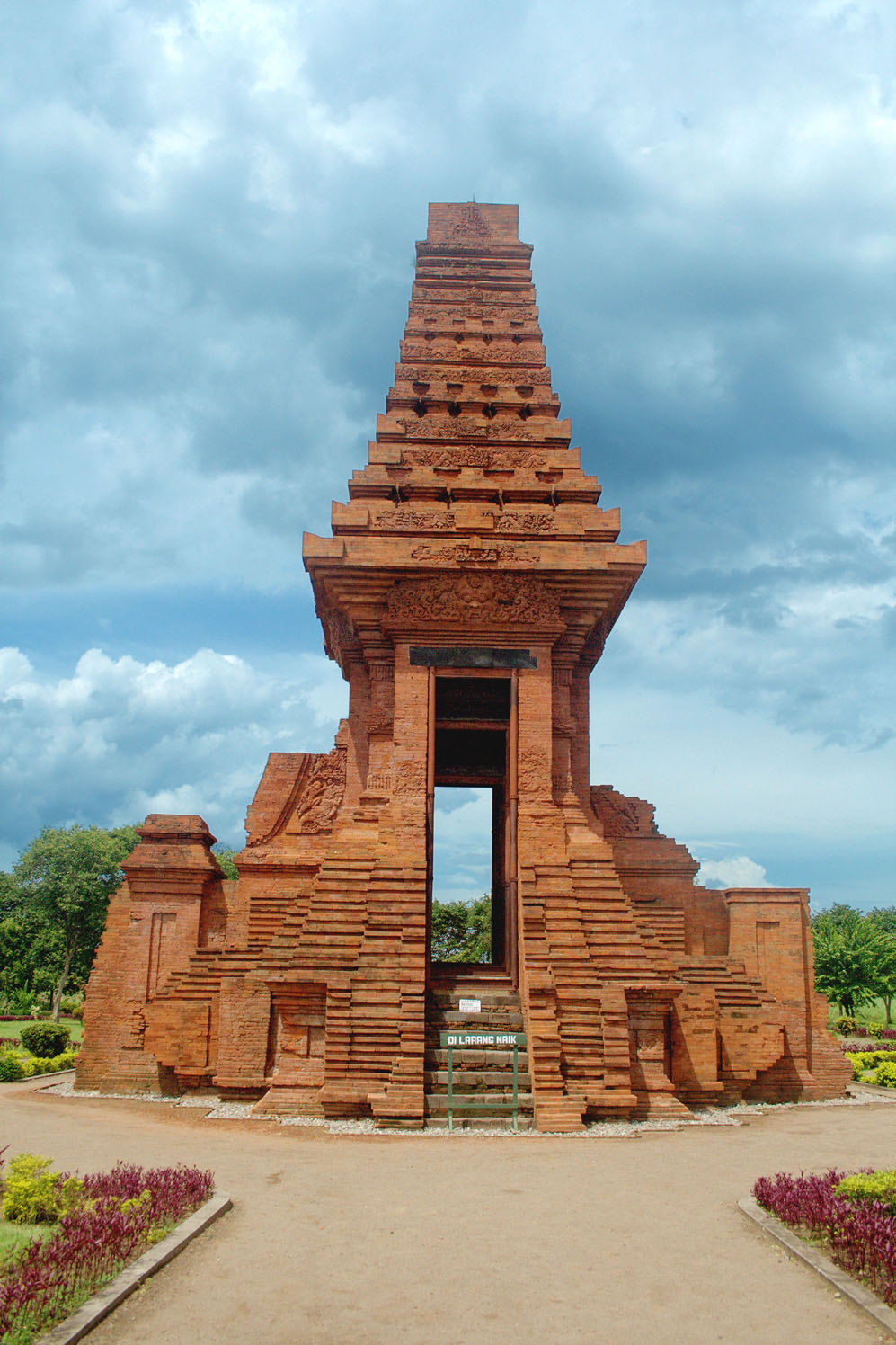
Puerta Bajang Ratu en las ruinas del complejo palacial de Trowulan.

## Asesinato
En 1328, Jayanegara fue asesinado por su médico personal, Tanca, durante una operación menor. Gajah Mada castigó y asesinó a Tanca de inmediato antes de que comenzara una investigación exhaustiva. La verdadera naturaleza del asesinato de Jayanegara ha quedado en el misterio.
George Coedes afirma que fue "asesinado por un noble cuya mujer había seducido.": 234  Algunos historiadores concluyeron que el desafortunado Tanca era este noble.
Otra teoría sospecha que Gajah Mada fue el cerebro detrás del asesinato, ya que Gajah Mada era un consejero leal y confiable de la princesa Tribhuwana Wijayatunggadewi. Jayanegara no tenía hijos a su muerte sin heredero, y su trono pasaría a sus hermanas.
Se suponía que Rajapatni Gayatri, primera esposa de Raden Wijaya, aseguraría el trono ya que Jayanegara no tenía ningún hijo. Sin embargo, ella se convirtió en bhikkhuni, así que su hija, Tribhuvana (Tribhuwana Wijayatunggadewi, o Tribhuwannottungadewi Jayawishnuwardhani), se convirtió en regente. En 1330, se casó con Chakradhara, o Chakresvara, que tomó el título de príncipe de Singhasari y el nombre Kritavardhana. Su hijo, Hayam Wuruk, nació en 1334 y se convirtió en rey en 1350.: 234 
La puerta Bajang Ratu en Trowulan era tradicionalmente enlazada con Jayanegara. La puerta es identificada como parte del Çrenggapura (Çri Ranggapura), su pedharmaan, el Kapopongan de Antawulan, un complejo sagrado para apaciguar y honrar el alma del difunto rey Jayanegara.